# Vlatka Burić Dujmović
Vlatka Burić Dujmović (Zagreb, 26. srpnja 1980.) hrvatska je operna pjevačica i skladateljica.

## Životopis
Prve satove pjevanja pohađala je kod Prof. Mladena Katanića kod kojeg se pjevački školovala punih pet godina. U lipnju 2000. godine upisala je studij solo pjevanja na prestižnom Sveučilištu za glazbenu i scensku umjetnost u Beču (Austrija), u klasi profesora Franza Donnera. Nakon dodiplomskog studija nastavila je poslijediplomski studij za opernu i dramsku umjetnost u klasi dirigenta prof. Uwea Thorstena Theimera i režisera prof. Didiera von Orlowskog, a pjevanje kod prof. Mag. Margit Klaushofer. Titulu magistre umjetnosti stekla je 31. siječnja 2006. godine. U međuvremenu prešla je iz soprana u mezzo fach.

## Karijera
Godine 1999. pripala joj je nagrada „Kor“ kao najboljoj mladoj umjetnici u Hrvatskoj. 
Na međunarodnom natjecanju mladih opernih pjevača F. Tagliavini održanom u Austriji 2002.godine ostvarilaje zapažen uspjeh.
2005. te 2006. godine pohađala je međunarodni Meisterkurs za operne pjevače kojeg je organiziralo bečko sveučilište, a vodila ga je prof. Mag. Margit Klaushofer zajedno s nekoliko svjetski poznatih pedagoga pjevanja. 
U veljači 2007. postala je članica ansambla gradskog kazališta "Komedija" u kojem je debitirala 2004. godine kao "Janica" u pučkom mjuziklu "Janica i Jean" autora R. Škiljana i S. Leopolda u režiji V. Stefančića.
Do sada je u matičnoj kući nastupala u predstavama domaćem mjuziklu “Janica i Jean”, opereti Johanna Straussa Šišmiš, domaćem mjuziklu “Ruža na asfaltu”, opereti “Lijepa Helena”, opereti “Kneginja Čardaša”, domaćem mjuziklu “Byron”…
Izvan svoje matične kuće zapažena je ostala uloga "Bronislave" u opereti "Đak Prosjak" koja je odigrana na daskama teatra Schönbrunn u Beču.
Nastupala je i u opereti F. von Suppèa – "Boccaccio" te operi R. Wagnera – "Majstori pjevači" u bečkoj Volksoperi kao vanjski suradnik, i operama "Hoffmanove priče" i "Ivica i Marica" u teatru Schönbrunn. 
Nastupala je u naslovnoj ulozi u komornoj operi "Eto vas" skladatelja Frane Đjurovića, libretista Dubravka Mihanovića na tekst Marina Drzića prema komediji "Pijerin", a u režiji Maria Kovača. 
Surađivala je s brojnim proslavljenim kompozitorima i dirigentima, a neki od njih bili su B. Šipuš, V. Šutej, M. Piolet, L. Hager, M.Tomaschek, U. Lajovic i dr.
2009. godine započela je inenzivnu suradnju s jazz pijanistom Matijom Dedićem s kojim je snimila nosač zvuka u izdanju "Cantusa" pod nazivom "Kontesa" na kojem su obrade skladbi proslavljene skladateljice Dore Pejačević koje je pripremio Matija Dedić. 
Od 2015. godine započinje međunarodnu pop karijeru snimivši do sada pet singlova koje su napisali i producirali priznati svjetski glazbenici netom iz Norveške, Švedske, Engleske, Finske, Španjolske, Grčke i USA-a.
Posebna čast bila joj je suradnja sa skladateljem Judom Friedmanom kojeg publika pamti po njemu najvecem hitu kojeg je napisao za Whitney Houston, a to je “Run to you”.
Nastupala je diljem svijeta (Austrija, Njemačka, Francuska, Belgija, Italija, Kina…) na zapaženim koncertima, a pogotovo u našoj zemlji u kojoj je do sada održala niz samostalnih solističkih koncerata. 
Članica je Hrvatskog društva skladatelja i Hrvatske glazbene unije.
Česta je gošća HRT-a i drugih Hrvatskih televizija te je na njima ostvarila brojne nastupe u raznim glazbenozabavnim emisijama i prigodnim programima ( "Dobro jutro Hrvatska", "Tiha noć u Vukovaru", "Svirci moji", "Lijepom našom", "Klub seniora", "Moderato cantabile", "Svakodnevica", "Dan za danom"  te mnoge druge).

## Vanjske poveznice
- Vlatka Burić Kazalište Komedija